# Dasyuromorphia
Red Dasyuromorphia (sa značenjem „dlakavi rep”) obuhvata većinu australijskih mesožderskih torbara, uključujući kvole, danarte, numbata, tasmanijskog đavola i torbarskog vuka. U Australiji, izuzeci uključuju svejedne bandikute (red Peramelemorphia) i torbarske krtice (koje jedu meso, ali su veoma različite i sada imaju svoj vlastiti red, Notoryctemorphia). Mnogobrojne torbarske vrste u Južnoj Americi (redovi Didelphimorphia, Paucituberculata i Microbiotheria) takođe su mesožderne. Neki izumrli članovi reda Diprotodontia poput izumrlih kengura, kao što su Ekaltadeta, Propleopus i Thylacoleonidae, takođe su bili mesožderi. Neki članovi delimično izumrle klade Metatheria i svi članovi izumrlog nadreda Sparassodonta isto tako su bili mesožderi.

## Klasifikacija
Da bi se pružio kontekst, u tabeli ispod prikazane su i ostale glavne grane australijskog stabla torbara.
- Red : (1 vrsta, monito del monte iz Južne Amerike)
- Red 
  - Familija †Thylacinidae

  - Familija Dasyuridae (72 vrsta u 20 rodova)
    - Podfamilija Dasyurinae: kvoli, kovari, mulgara, male crvene kalute, dibleri, Phascogale, Antechinus, Pseudantechinus, i tasmanijski đavo
    - Podfamilija Sminthopsinae: danarti, kultari, planigali i ningoi

  - Familija Myrmecobiidae

  - Familija †[14]
    - Red †
- Red  (21 vrsta: bandikuti kišne šume, bandikuti, i bilbi)
- Red  (2 vrsta torbarske krtice)
- Red  (oko 137 vrsta u 11 familija, uključujući koale, vombate, posume, potorue, kengure, valabije i druge.)

## Literatura
- Austin CR, Short RV, ур. (21. 3. 1985). Reproduction in Mammals: Volume 4, Reproductive Fitness. Cambridge University Press. стр. 4—. ISBN 978-0-521-31984-3.
- Bronson FH (1989). Mammalian Reproductive Biology. University of Chicago Press. ISBN 978-0-226-07559-4.
- Dawson TJ (1995). Kangaroos: Biology of the Largest Marsupials. Cornell University Press. ISBN 978-0-8014-8262-5.
- Flannery TF (2002). The Future Eaters: An Ecological History of the Australasian Lands and People. Grove Press. стр. 67—75. ISBN 978-0-8021-3943-6.
- Flannery TF (2008). Chasing kangaroos : a continent, a scientist, and a search for the world's most extraordinary creature. (1st American изд.). New York: Grove. ISBN 9780802143716.
- Flannery TF (2005). Country : a continent, a scientist & a kangaroo (2nd изд.). Melbourne: Text Pub. ISBN 978-1-920885-76-2.
- Frith, H. J. and J. H. Calaby. Kangaroos. New York: Humanities Press, 1969.
- McKay G (2006). The Encyclopedia of MAMMALS. Weldon Owen. ISBN 978-1-74089-352-7.
- Hunsaker D (1977). The Biology of Marsupials. New York: Academic Press.
- Johnson MH, Everitt BJ (1988). Essential Reproduction. Blackwell Scientific. ISBN 978-0-632-02183-3.
- Jones M, Dickman C, Archer (2003). Predators with pouches : the biology of carnivorous marsupials. Collingwood, Victoria: Australia). ISBN 9780643066342.
- Knobill E, Neill JD, ур. (1998). Encyclopedia of Reproduction. 3. New York: Academic Press.
- McCullough DR, McCullough Y (2000). Kangaroos in Outback Australia: Comparative Ecology and Behavior of Three Coexisting Species. Columbia University Press. ISBN 978-0-231-11916-0.
- Nowak RM (7. 4. 1999). Walker's Mammals of the World. JHU Press. ISBN 978-0-8018-5789-8.
- Taylor AC, Taylor P (1997). „Sex of Pouch Young Related to Maternal Weight in Macropus eugeni and M. parma”. Australian Journal of Zoology. 45 (6): 573—578. doi:10.1071/ZO97038.
- Groves, C.P. (2005).  Wilson, D.E.; Reeder, D. M., ур. Mammal Species of the World: A Taxonomic and Geographic Reference (на језику: енглески) (3 изд.). Baltimore: Johns Hopkins University Press. стр. 23—37. ISBN 0-801-88221-4. OCLC 62265494.
- „Western Australian Mammal Species”. members.iinet.net.au. Приступљено 2021-06-28.
- „Researchers Publish First Marsupial Genome Sequence”. Genome.gov (на језику: енглески). Приступљено 2021-06-28.
- Szalay F (1982).  Archer M, ур. „A new appraisal of marsupial phylogeny and classification”. Carnivorous Marsupials. 2: 621—40.
- Gallus S, Janke A, Kumar V, Nilsson MA (март 2015). „Disentangling the relationship of the Australian marsupial orders using retrotransposon and evolutionary network analyses”. Genome Biology and Evolution. 7 (4): 985—992. PMC 4419798 . PMID 25786431. doi:10.1093/gbe/evv052.